# Altefähr
Altefähr es un municipio situado en el distrito de Pomerania Occidental-Rügen, en el estado federado de Mecklemburgo-Pomerania Occidental (Alemania), a una altitud de 3 metros. Su población a finales de 2016 era de 1200 habs. y su densidad poblacional, 60 hab/km².
Se encuentra al sur de la isla de Rügen, junto al estrecho Strelasund.